# ジアミノピメリン酸
ジアミノピメリン酸(Diaminopimelic acid)は、リシンのε-カルボキシ誘導体であるアミノ酸である。
ジアミノピメリン酸は、ある種の細菌の特定の細胞壁に特徴的なものである。グラム陰性細菌の細胞壁を構成するNAM-NAG鎖のペプチド結合で良く見られる。これが十分に存在すると通常の成長を示すが、欠乏すると成長はするものの、細胞壁の新しいプロテオグリカンを形成できなくなる。
また、ブラウンのリポタンパク質の付着点でもある。